# Nậm Đét
Nậm Đét là một xã thuộc huyện Bắc Hà, tỉnh Lào Cai, Việt Nam.
Xã Nậm Đét có diện tích 41,45 km², dân số năm 1999 là 1.734 người, mật độ dân số đạt 42 người/km².